# Población 11 de Septiembre (Ñuble)
La Población 11 de Septiembre es un sector de la comuna de San Carlos, en la Región de Ñuble. 
Su origen se remonta al 8 de octubre de 1969/1970, pobladores de distintos campamentos sancarlinos liderados por Elías Valenzuela Rodríguez (más conocido como "El chico Elías") se reunieron para tomarse los terrenos recientemente expropiados por la Corporación de la Reforma Agraria (CORA), ubicados al poniente de la vía férrea. El predio pertenecía anteriormente al empresario agrícola y exalcalde de San Carlos, Constancio Silva. A raíz de lo anterior, en un inicio se le conoció como "Toma 8 de Octubre", denominación que fue cambiada tras el Golpe de Estado de 1973. 
En 1972, el gobierno de Chile intervino en el sector, construyendo las primeras casas, correspondientes a la entrada del barrio por sector del Cementerio Municipal. El casco viejo de la Población 11 de Septiembre comenzó a construirse en 1972, siendo las primeras casas entregadas al año siguiente. La segunda etapa contempló hasta Pasaje El Alerce, ampliando los trabajos hasta 1975. Con esto, comenzaron a llegar familias desde otros sectores de la comuna. 
La toma se ubicaba en el sector donde hoy está emplazada la Plazoleta Pablo Acuña y sus terrenos fueron regularizados en 1984 por el Servicio de Vivienda y Urbanismo, entidad que además creó nuevos proyectos habitacionales que hicieron crecer la población en esta parte de San Carlos.
Posteriormente, continuaron las etapas de construcción, urbanizando el barrio en un ritmo precipitado. Pese a las falencias en pavimentación y luminaria pública, para inicios de los 90, la Población 11 de Septiembre contaba con 400 viviendas.
En la actualidad, la población se compone por 28 manzanas, donde residen 2.410 habitantes en 480 viviendas. El 25,9% de la población es adulto mayor y financian su vida cotidiana con el acceso a la Pensión Básica Solidaria ($82.058). 